# Hrvatski festival jednominutnog filma
Hrvatski festival jednominutnog filma je međunarodni filmski festival koji se održava svake godine u svibnju u Požegi.
Održava se od 1993. godine. 
Engleski naziv ovog festivala je Croatian Minute Movie Cup.
Festival je do danas ugostio autore i suce iz preko 40 zemalja iz Europe, Sjeverne i Južne Amerike i Azije.
Do danas se održavao se pod pokroviteljstvima Ministarstva kulture Republike Hrvatske, Grada Požege i Požeško-slavonske županije.

## Poznata imena na festivalu
Poznata imena (iz filmskog i nefilmskog svijeta) koja su bila na ovom festivalu, bilo kao suci, bilo kao dio ekipa koje su snimale filmove iz natjecateljskog programa.

### Suci
- Ognjen Sviličić
- Branko Ištvančić
- Krsto Papić
- Zoran Tadić
- Zdravko Zima
- Lukas Nola
- Vinko Brešan

## Vanjske poveznice
- Službene stranice